# Спеціальний координатор Організації Об'єднаних Націй з мирного процесу на Близькому Сході
Спеціальний координатор Організації Об'єднаних Націй з мирного процесу на Близькому Сході (англ. United Nations Special Coordinator for the Middle East Peace Process, скор. UNSCO) — створений у 1994 році орган, призначений виконувати роль координаційного центру економічної, соціальної та іншої допомоги Організації Об'єднаних Націй палестинському народові.
Спеціальний координатор сприяє зусиллям організацій системи ООН, що надають допомогу на Західному березі річки Йордан і в секторі Газа (всього 29 організацій, 13 з яких мають офіси в регіоні).
Нинішнім Спеціальним координатором є Ніколай Младенов; його заступником — Джеймі Макголдрік.

## Мандат
Мандат Спеціального координатора полягає в наступному:
- забезпечувати загальне керівництво і сприяти координації програм Організації Об'єднаних Націй на Західному березі і в секторі Газа;
- представляти ООН на донорських координаційних нарадах і в ході надання допомоги Палестинській автономії;
- підтримувати оперативні контакти з багатьма НУО на Західному березі і в секторі Газа;
- підтримувати здійснення Декларації про принципи[3] на прохання сторін;
- представляти Генерального секретаря ООН в багатосторонніх робочих групах, створених у рамках палестино-ізраїльських мирних угод[1].

Спеціальний координатор також поширює заяви [Архівовано 4 травня 2014 у Wayback Machine.] від свого імені в дусі важливості продовження переговорного процесу, возз'єднання палестинців та прихильності миру в регіоні.

## Становлення
Перший Спеціальний координатор ООН був призначений у червні 1994 року після підписання Угоди Осло. Мета полягала в тому, щоб розширити участь Організації Об'єднаних Націй в мирному процесі, зміцнити міжвідомчу співпрацю ООН у відповідь на потреби палестинського народу, мобілізувати надання фінансової, технічної, економічної та іншої допомоги.
У 1999 році мандат UNSCO був посилений. Він став особистим представником Генерального секретаря в ОВП і Палестинській автономії. Спеціальний координатор представляв Генерального секретаря в дискусіях із сторонами палестино-ізраїльського конфлікту та міжнародною спільнотою, що стосуються мирного процесу.
З 2002 року Спеціальний координатор став посланником Близькосхідного квартету (Генеральний секретар Організації Об'єднаних Націй, Сполучені Штати Америки, Європейський Союз, Російська Федерація). Квартет отримав свою Дорожню карту в 2003 році.
Інтеграція роботи ООН на Близькому Сході ще більше зміцнилася в 2006 році, коли заступнику Спеціального координатора було доручено очолити групу ООН, що складається з 21-ї організації, які надають допомогу палестинцям.

## Структура офісу UNSCO
UNSCO має представництва в Єрусалимі, Рамаллі і Газі. Його діяльність опосередкована трьома підрозділами, не рахуючи підрозділу підтримки:
1. Підрозділ регіональних справ;
2. Підрозділ координації;
3. Підрозділ медіа[4].